# 韩玉琳
韩玉琳（1937年—），男，江苏南京人，中华人民共和国政治人物，曾任龙溪地区行政公署专员，漳州市人民政府市长，第七、八届全国人大代表。